# HM-14
Le Helicopter Mine Countermeasures Squadron 14 (ou HM-14 est un escadron d'hélicoptères de l'US Navy créé le 12 mai 1978 à la base navale de Norfolk, en Virginie. Surnommé Vanguard, l'escadron pilote actuellement le MH-53E Sea Dragon. Il comprend à la fois du personnel en service actif et du personnel de réserve. C'est l'escadron jumeau du HM-15, les Blackhawks, basé à Norfolk.

## Historique
Le HM-14 a été établi à NAS Norfolk, le 12 mai 1978 en tant que premier escadron de guerre des mines (Airborne Mine Countermeasures) entièrement autonome. L'escadron était équipé de huit avions RH-53D Sea Stallion du HM-12 et de l'équipement de dragage de mines hérité de la guerre du Vietnam de l'unité AMCM Alpha.
Avec l'Airborne Mine Countermeasures Weapon Systems Training School (en) (AWSTS), en partenariat avec l'HMHT-302, le HM-14 a assumé la responsabilité de la formation du Fleet Replacement Squadron (FRS) de 1994 à 2015, après la dissolution du HM-12 
Il est subordonné au commandant du Helicopter Sea Combat Wing, Atlantic  au sein du Naval Air Force Atlantic